# 존 W. 피터슨
존 윌러드 피터슨(영어: John Willard Peterson, 1921년 11월 1일 ~ 2006년 9월 20일)은 1950년대부터 1970년대까지 복음주의 기독교 음악에 큰 영향을 미친 송라이터이다. 1000곡이 넘는 복음성가와 35개의 칸타타를 작곡했다.

## 생애
미국 캔자스주 린즈보그에서 태어난 존 W. 피터슨은, 제2차 세계 대전 당시 더 험프를 조종하는 미국 육군 항공대의 조종사로서 복무했다. 이후 무디신학대학교에 다녔고, 그곳에서 수년간 라디오 스태프로 일했다.
1953년, 시카고에 있는 The American Conservatory of Music (ACM)을 졸업하고 얼마 지나지 않아 펜실베이니아에 정착하여 작곡 경력을 이어갔다. 이후에는 미시간주 그랜드래피즈로 이주하여, 10년이 넘는 기간 동안 종교 음악 출판사 Singspiration의 대표와 편집장을 역임했다. 그곳에서 총 548곡 중 47곡이 자신의 작곡한 곡으로 이루어진 《Great Hymns of the Faith》 (1961)를 편집·편찬했다. 또한 미시간주 머스키건의 가스펠 필름에서도 활동했다.
빌 피어스와 딕 앤서니 등 당대 인기 있는 기독교 음악가들과도 직접 접촉했다. 이후에 애리조나주 스코츠데일에 거주하면서 음악을 작곡했다.
1986년, 가스펠 음악 명예의 전당에 헌액되었다.
2006년 9월 20일, 전립선암 투병 끝에 84세의 나이로 사망했다.

### 내용주
1. ↑  이 출판사는 현재 성가대 음악 출판 부서를 제외하고 유니버설 뮤직 그룹에 편입되었다. 성가대 음악 출판은 2023년 유니버셜 뮤직 그룹과 분사한 이후 협동침례교협회(Cooperative Baptist Fellowship, CBF) 계열 출판사 Celebrating Grace와 제휴하고 있다.

### 참조주
1. ↑  Peterson, John, 편집. (1961). 《Great Hymns of the Faith》. Brentwood-Benson. ISBN 1598021222.
2. ↑  “Inductees by year: 1986”. 《GMA Gospel Music Hall of Fame》. 2011년 7월 20일에 원본 문서에서 보존된 문서. 2010년 11월 26일에 확인함.